# 미하나촌
미하나촌(三花村)은 오이타현 히타군에 있던 촌이다. 현재의 히타시의 일부에 해당한다.

## 역사
- 1889년 4월 1일 - 정촌제 시행에 의해 히타군 미하나촌이 성립하였다.
- 1940년 2월 11일 - 히타정, 미요시촌, 다카세촌, 아사히촌과 합병해 히타시가 성립하여, 동일 미하나촌은 폐지되었다.

## 참고문헌
- 角川日本地名大辞典 44 大分県
- 『市町村名変遷辞典』東京堂出版、1990年。